# 大比紹夫斯魏爾湖

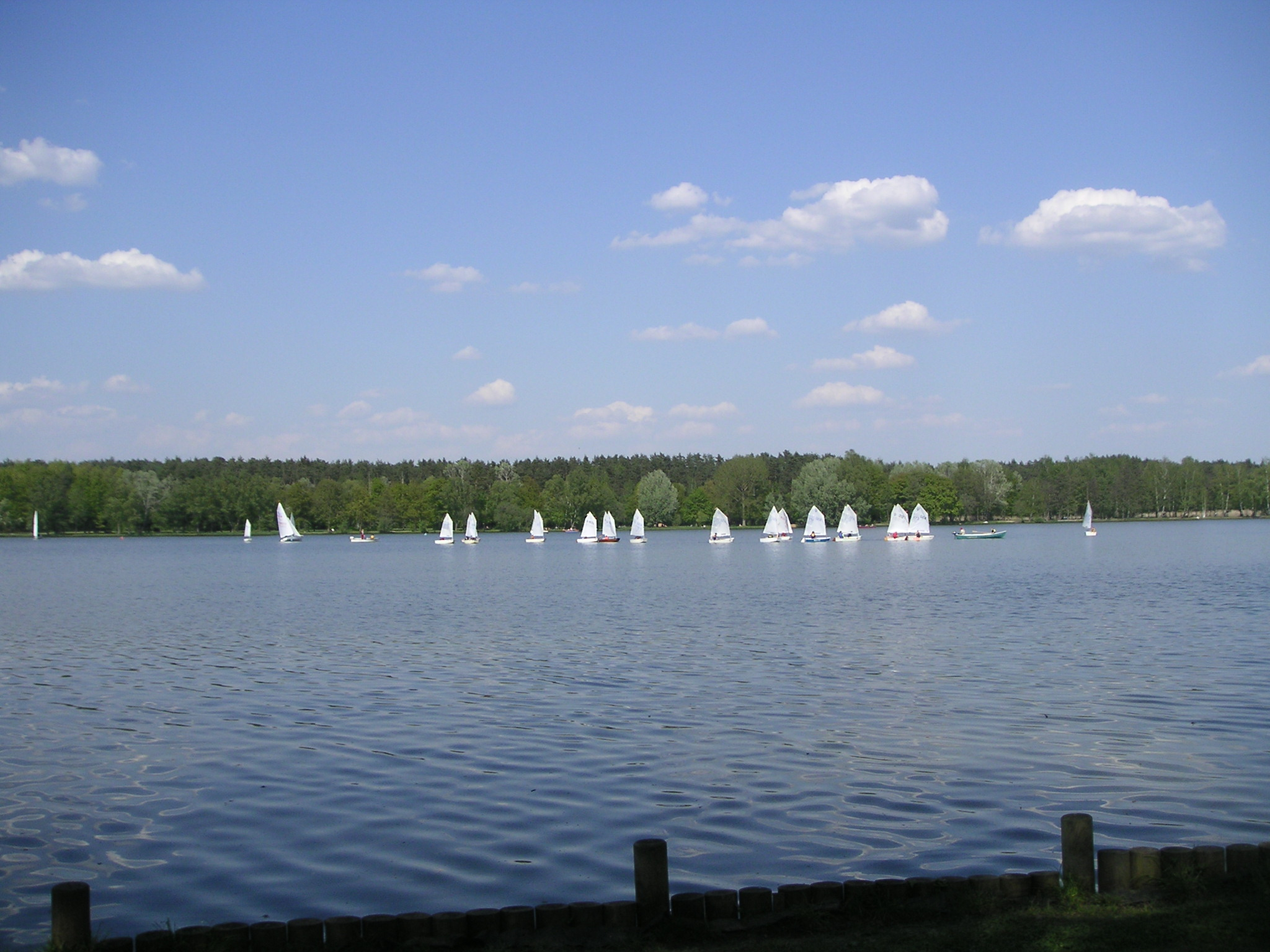

49°37′55.34″N 10°57′10.35″E / 49.6320389°N 10.9528750°E
大比紹夫斯魏爾湖（德語：Großer Bischofsweiher），是德國的湖泊，位於該國東南部，由巴伐利亞州負責管轄，處於埃朗根以北，長1公里、寬0.4公里，面積0.35平方公里，海拔高度281米，最大水深2.5米。